# Punta San Matteo
La Punta San Matteo (3 678 m) est une montagne du massif de l'Ortles en Italie. Elle est située à la frontière entre la Lombardie et le Trentin-Haut-Adige.

## Géographie
La Punta San Matteo est un sommet presque entièrement enneigé et fait partie des 13 sommets qui composent le chaînon Cevedale-Pizzo Tresero.

## Histoire

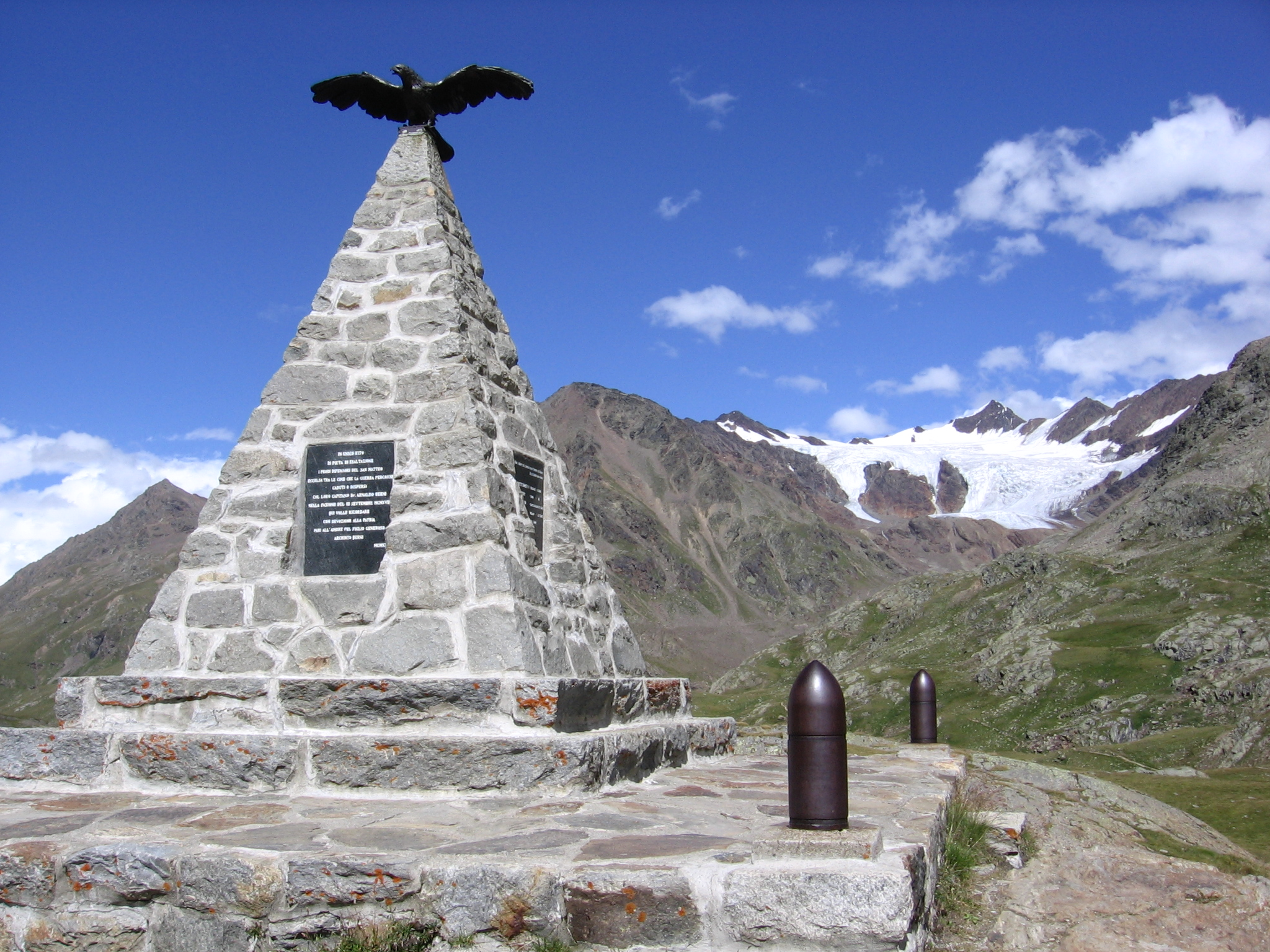
Pierre commémorative de la bataille de San Matteo.

La première ascension du sommet fut effectuée en 1865 par JH Backhouse, GH Fox, DW Freshfield et FF Tuckett avec les guides François Dévouassoud et Peter Michel par la face ouest. Le nom actuel a été donné par Julius von Payer en 1866 lors de la deuxième ascension du sommet.
Pendant la Première Guerre mondiale, les plus hautes batailles de l'histoire entre Italiens et Autrichiens ont eu lieu sur cette montagne, y compris la bataille de San Matteo.
En 1936, Kurt Richter, Rudolf Marzagg et Hans Sepp Pinggera gagnèrent la face nord, qui devint désormais la voie d'escalade classique.

## Ascension
Toutes ses pentes sont couvertes de neige et sont modérément inclinées et faciles d’accès, à l’exception du versant nord, qui est plus intéressant du point de vue de l’alpinisme. La voie d’ascension normale vers le sommet part du refuge de Berni (2 560 m), dédié à la mémoire du capitaine Arnaldo Berni, protagoniste italien de la bataille de San Matteo, et suit globalement le parcours des premiers alpinistes par le versant ouest (difficulté : PD / PD +).
La face nord comprend deux voies d’ascension : la première est la classique de 1936 qui monte vers le centre de la face puis traverse à droite sous la zone rocheuse et contourne les crevasses, l’autre est celle de 1982 qui traverse à gauche et gagne directement le sérac (270 m à 80°, TD-).